# 哈氏鰐鯒
哈氏鱷鯒，為輻鰭魚綱鮋形目牛尾魚科的其中一種。分布於西南太平洋的帝汶海海域，屬底棲性魚類，棲息深度在水深39至108公尺，本魚背鰭硬棘8至9枚；背鰭軟條11至12枚；臀鰭軟條11枚，體長可達30公分，喜砂泥質海底，以小魚、甲殼類為食。